# Басин, Мойше
Мойше Басин (15 марта 1889, Нивки Могилёвской губернии — 10 июля 1963, Нью-Йорк) — еврейский поэт, литературовед.

## Биография
Родился в местечке Нивки в семье Гилеля-Ошера Басина и Миры Крейниной. Получил образование хедере, затем занимался самообразованием. В 1907 году был призван в армию, где занимался пропагандой и революционной агитацией среди однополчан. Когда его деятельность была раскрыта бежал в США (1907). Дебютировал как поэт в 1908 году. Писал песни и стихи, в 1909 году был принят на работу в издание «Арбетер». Начиная с 1910 года писал стихи, эссе, сказки в стихах для детей в различных периодических изданиях («Ди цукунфт», «Идише кемфер», «Дер тог» и других).
Популярность получил его цикл стихов о Баал Шем-Тове. Главный труд Басина — антология в двух томах «500 лет еврейской поэзии» (1917—1922). В 1940 году им была выпущена антология «Американской еврейской поэзии».
Сын — Милтон Басин (англ. Milton Gerald Bassin)